# Боладос, Маркос
Ма́ркос Бола́дос (исп. Marcos Bolados; 28 февраля 1996, Антофагаста) — чилийский футболист, вингер клуба «Коло-Коло» и сборной Чили.

## Клубная карьера
Боладос — воспитанник клуба «Депортес Антофагаста» из своего родного города. 27 января 2013 года в матче против «Унион Ла-Калера» он дебютировал в чилийской Примере, заменив во втором тайме Даниэля Арисменди. 1 февраля 2015 года в поединке против «Универсидад де Чили» Маркос забил свой первый гол за «Депортес Антофагаста».
Летом 2016 года Боладос перешёл в «Коло-Коло». В матче против своего родного клуба «Депортес Антофагаста» он дебютировал за новую команду.
В начале 2018 года Боладос на правах аренды перешёл в «Универсидад Католика». 3 февраля в матче против «Депортес Темуко» он дебютировал за новый клуб.

## Международная карьера
В начале 2015 года Боладос принял участие в молодёжном чемпионате Южной Америки в Уругвае. На турнире он сыграл в матчах против сборных Бразилии и Колумбии.
24 марта 2018 года в товарищеском матче против сборной Швеции Боладос дебютировал в сборной Чили. В этом же поединке он забил свой первый гол за национальную команду.

### Голы за сборную Чили
| #   | Дата          | Место                        | Противник | Счёт | Результат | Соревнование      |
| --- | ------------- | ---------------------------- | --------- | ---- | --------- | ----------------- |
| 01. | 24 марта 2018 | Френдс Арена, Сольна, Швеция | Швеция    | 1:2  | 1:2       | Товарищеский матч |